# José Jerónimo de Zelaya Fiallos
José Jerónimo de Zelaya Fiallos (* 1780 in Tegucigalpa) war vom 27. Oktober 1827 bis 11. November 1827 Jefe Supremo der Provinz Honduras in der Zentralamerikanischen Konföderation.

## Leben
Seine Eltern waren María de la Rosa Fiallos Peña und José Simón de Zelaya Midence. Er besuchte das Colegio Seminario de Guatemala. Er heiratete 1807 in Guatemala Joaquina Josefa. 1820 bis 1821 war er Abgeordneter im Provinzparlament für Gracias de Díos. 1824 wurde er Abgeordneter im Parlament der Zentralamerikanischen Konföderation.
Als Manuel José Arce im Oktober 1826 das Föderationsparlament auflöste, geriet er in Konflikt mit den Provinzregierungen von Honduras unter José Dionisio de la Trinidad de Herrera y Díaz del Valle und El Salvador unter Mariano Prado Baca, welche einen Aufstand gegen Arce initiierten. Arce wurde bei seinen Ambitionen, wiedergewählt zu werden, von Herreras Stellvertreter, dem Generalleutnant José Justo Milla Pineda, unterstützt. Dieser besetzte mit seinen Truppen am 10. Mai 1827 Comayagua, ließ Herrera gefangen nehmen und berief ein neues Provinzparlament mit Juan Nepomuceno Fernández Lindo y Zelaya als Vorsitzenden ein. Dieses Parlament setzte am 13. September 1827 Herrera ab und wählte Cleto Bendaña zum Supremo Jefe. Im von Milla einberufenen Parlament fühlten sich einige Departamentos von Honduras nicht vertreten und rüsteten oppositionelle Truppen gegen Bendaña aus. Truppen von Milla wurden bei Sabanagrande geschlagen.
Am 11. November 1828 wurden die Truppen von Milla, bei der Schlacht von La Trinidad geschlagen.
Bendaña übergab sein Amt an José Francisco Morazán Quezada.
Das von Milla berufene Parlament wählte unter dem Vorsitz von Juan Nepomuceno Fernández Lindo y Zelaya, José Jerónimo de Zelaya Fiallos zum Supremo Jefe. Dieser regierte in Santa Bárbara im Departamento Santa Bárbara, wo ihn der Bürgermeister anerkannte.
Er ernannte Miguel Eusebio Bustamante Lardizábal zu seinem Stellvertreter, welcher im von den Milla-Truppen besetzten Comayagua regierte.